# Porta San Gennaro
La Porta San Gennaro (en français : Porte Saint-Janvier) est la porte la plus ancienne de la ville de Naples, déjà mentionnée dans des documents datant de l'an 928, époque à laquelle la peur des Sarrasins qui avaient déjà détruit la ville de Tarente s'était répandue. 
C'était le seul point d'accès pour ceux qui venaient du nord de la ville. Le nom de Porta San Gennaro vient du nom de la seule route menant aux catacombes du saint homonyme.

## Photographies

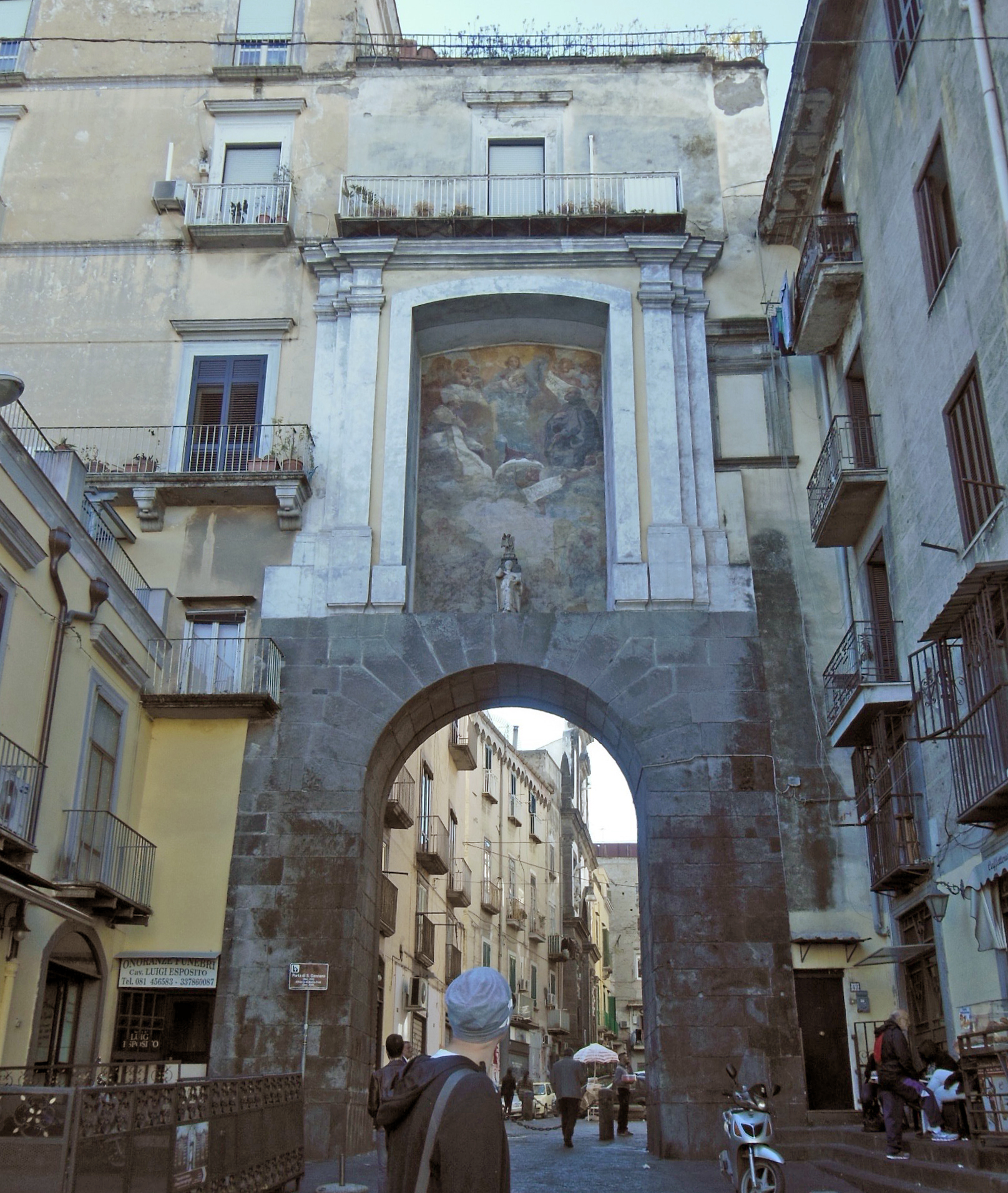
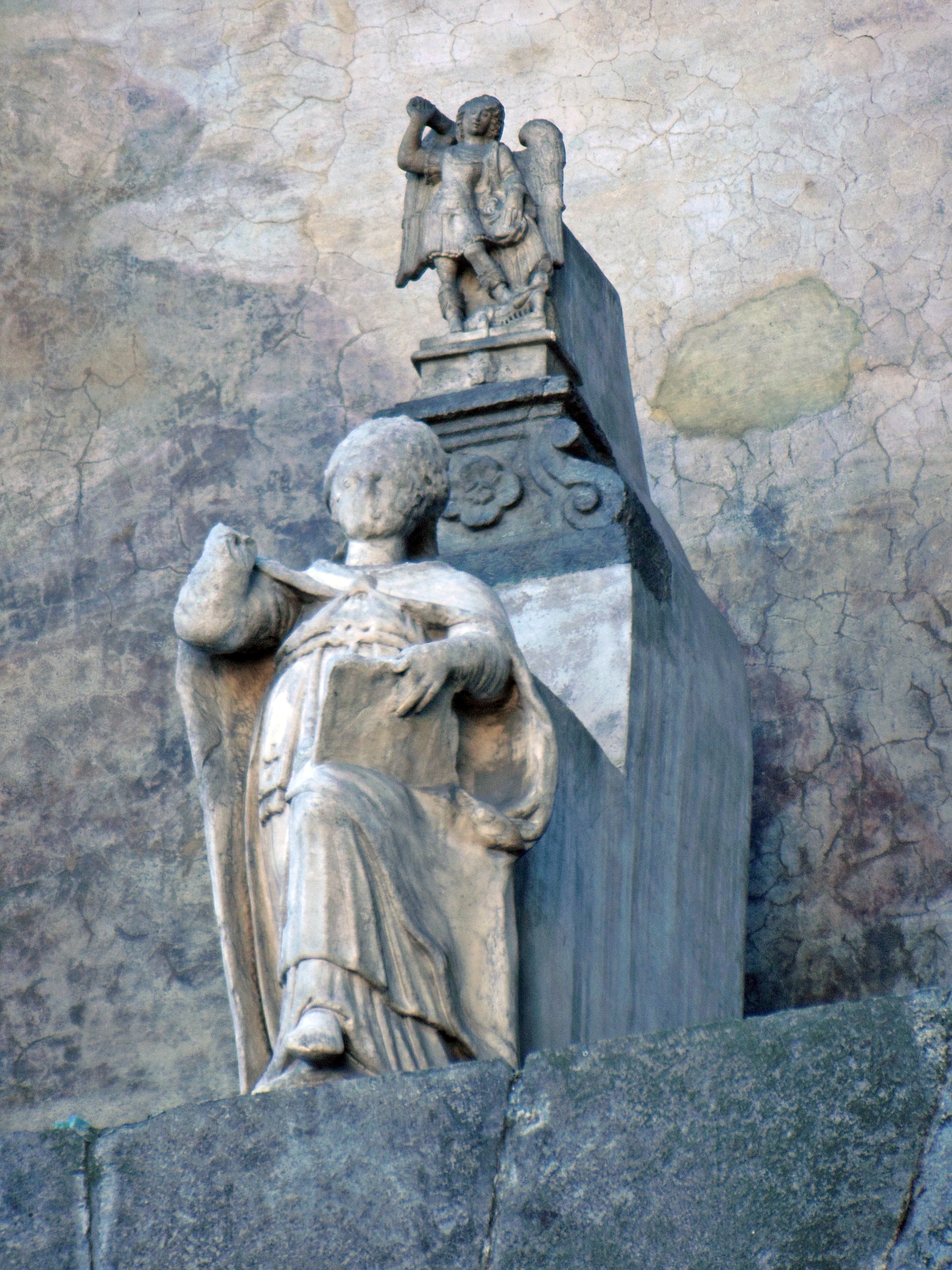
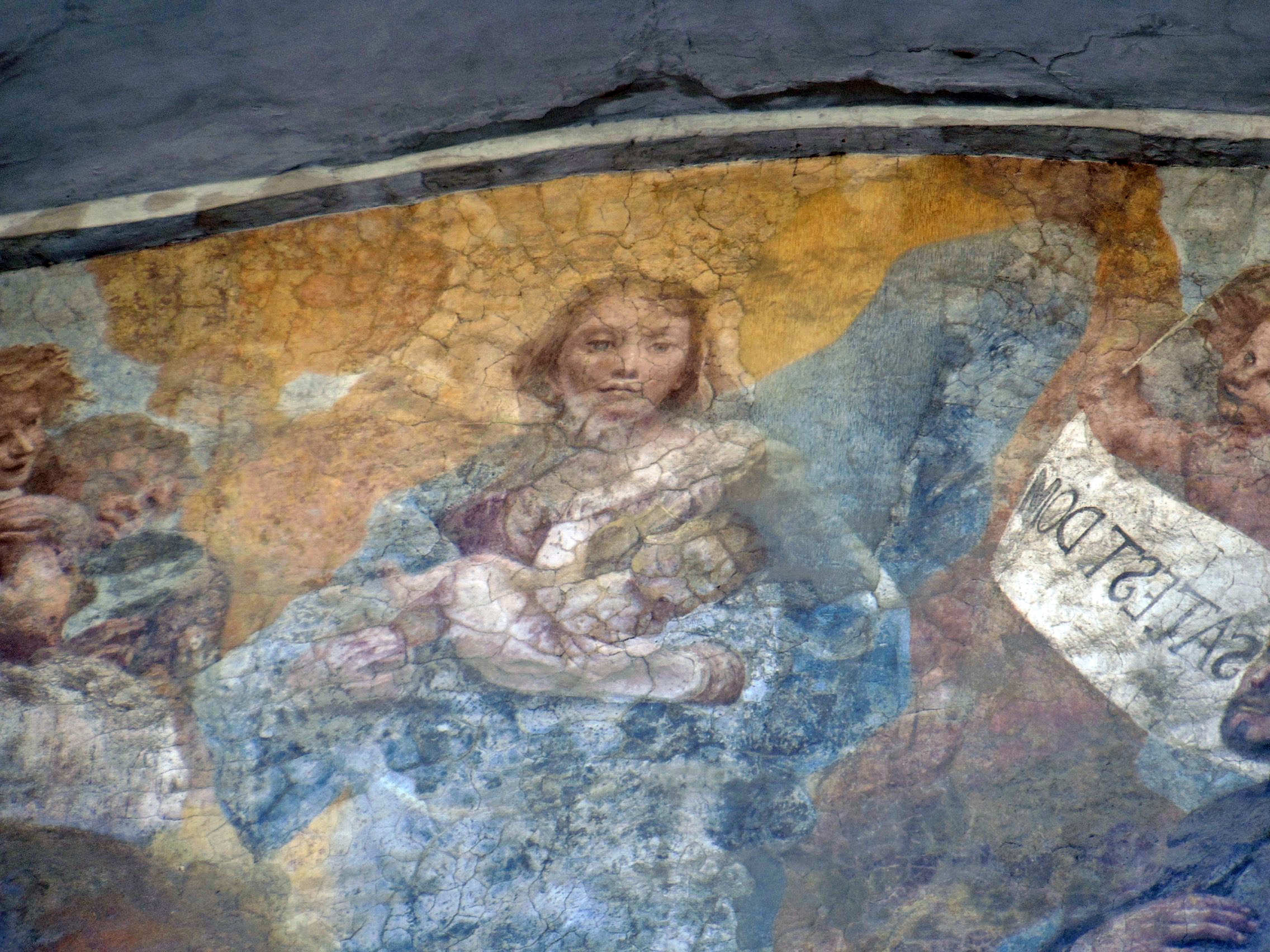
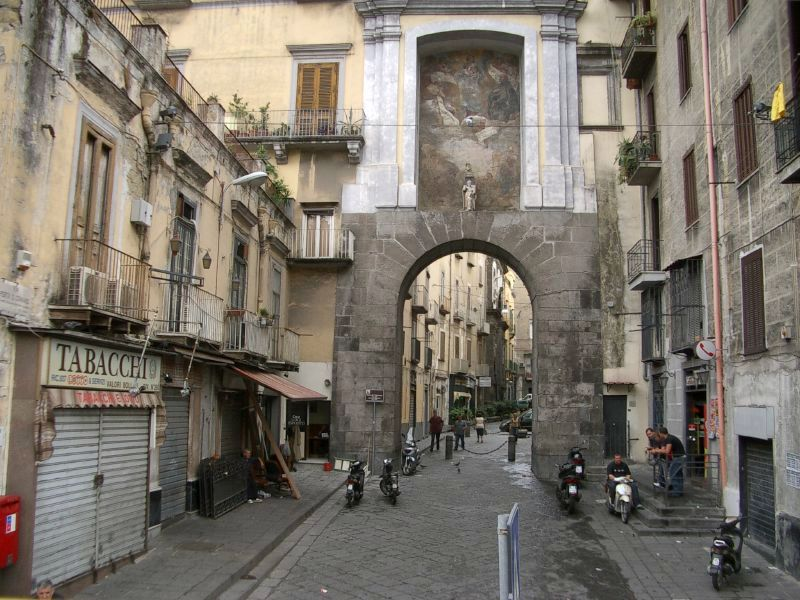